# تيفاني هاديش
تيفاني ساراك هاديش (بالإنجليزية: Tiffany Sarac Haddish)‏ (من مواليد 3 ديسمبر 1979) هي ممثلة أمريكية، كوميدية، ومؤلفة اكتسبت شهرتها بأدائها أدوار البطولة ضمن العديد من المسلسلات التلفزيونية، كما اكتسبت هاديش مكانة بارزة عن أدائها دور «نيكيشا ويليامز» في سيتكوم The Carmichael Show على شبكة NBC، وبعد ظهورها في فيلم كيانو 2016، حققت انطلاقة كبيرة لها في عام 2017 مع دورها «دينا» في الفيلم الكوميدي رحلة فتيات، والذي حصل على إشادة كبيرة من النقاد. في عام 2017، نشرت مذكراتها كأول كتاب لها بعنوان «آخر يونيكورن أسود»
.

## النشأة والتعليم
ولدت هاديش ونشأت في جنوب وسط لوس أنجلوس، كاليفورنيا. كان والدها تسياي رضا حديش لاجئًا من إريتريا وكان من عائلة يهودية إثيوبية. كانت والدتها «ليولا» أمريكية من أصول إفريقية، بعد أن غادر والد تيفاتي عندما كان عمرها ثلاث سنوات، تزوجت والدتها من جديد وأنجبت أربع أبناء (أخين وأختين)، في وقت لاحق من حياتها أعادت هاديش التواصل مع تراثها اليهودي، وفي عام 2019، أقامت حفل بات ميتزفا وهي في سنها الأربعين.
في عام 1988، بينما كانت عائلتها تعيش في كولتون، كاليفورنيا، عانت والدتها «ليولا» من أضرار بالغة في المخ بسبب حادث تحطم سيارتها. قالت هاديش أن أمها أصبحت شخصًا مختلفًا بعد الحادث، وأصبحت سريعة الغضب، ومسيئة وعنيفة. أصبحت هاديش، التي كانت تبلغ من العمر آنذاك تسع سنوات وكانت أكبر أشقائها، هي من تقدم الرعاية لعائلتها بعد ما حدث مع والدتها.
وفقًا لحديث، أخبرها زوج والدتها لاحقًا أنه عبث بمكابح سيارة والدتها، وأن هذا كان سبب حادث والدتها، وأنه كان ينوي قتلهم جميعا. لكن الأطفال اختاروا البقاء في المنزل يوم وقوع الحادث، واتضح أن الحادث لم يقتل أمها ايضًا.
في الثانية عشر من العمر، تم وضع هديش وإخوتها في الحضانة حيث انفصلوا مؤقتًا عن بعضهم البعض. أثناء وجودها هناك، استخدمت الكوميديا كوسيلة للتعامل مع المواقف مع الأشخاص جدد. عندما كانت في الخامسة عشرة من عمرها، تم جمعها مع إخوتها تحت رعاية جدتهم.
التحقت بمدرسة جورج إليري هيل المتوسطة في وودلاند هيلز، لوس أنجلوس وتخرجت من مدرسة إل كامينو ريال الثانوية، قالت هديش إنها لم تستطيع القراءة جيدًا حتى المدرسة الثانوية، لكنها تحسنت عندما تلقت دروسًا من مُدرس.
ذكرت هاديش في عام 2008، أنها في سن السابعة عشرة، تعرضت للاغتصاب على أيدي طالب شرطة. ذكرت أن هذا أدى إلى وجود جبهة عدوانية وفقدت ثقتها بالرجال بعد الحادثة.
قبل نجاحها على الشاشة، عملت هديش في عدو من الوظائف العادية، بما في ذلك خدمة العملاء لشركة طيران نيوزيلندا في مطار لوس أنجلوس الدولي وخطوط ألاسكا الجوية. قالت هديش إنها عاشت في سيارتها خلال العشرينات من عمرها بينما كانت في أيامها الأولى من العمل في مجال الكوميديا.

## المسيرة المهنية

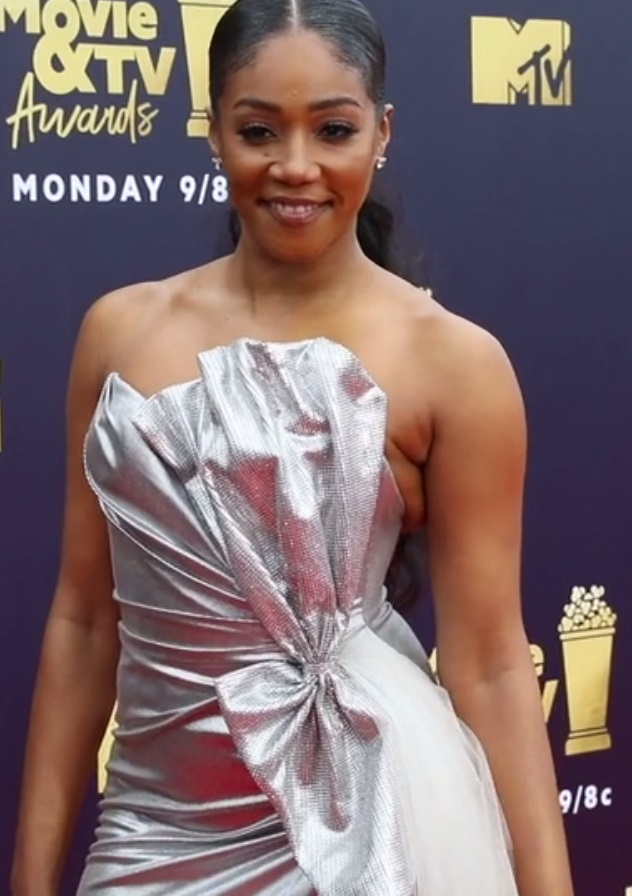
تيفاني هاديش في جوائز إم تي في للأفلام والتلفزيون عام 2018

كان أول دخول لهاديش في مسابقة الكوميديا لبيل بيلامي من حصل على النكات؟، وقد ظهرت كضيفة في برامج مثل تشيلسي مؤخراً، إنه سو رافين، إسمي إيرل، إنه دائمًا مشمس في فيلادلفيا، ذا أندر جراوند، حلبة نيك كانون القصيرة، @ منتصف الليل، فقط جوردان، في الأمومة، ديف كوميدي جام، ريسيتيس بيتس وفتاة جديدة. كما لعبت دور البطولة في أفلام مثل قابل الإسبارطيين والمروجين يانكي.
في عام 2013، كانت تلعب دورًا متكررًا في الزوج الحقيقي في هوليوود، وفي عام 2014، ظهرت هديش في سلسلة شبكة أوبرا وينفري "If Loving You Is Wrong"، ظهرت في الموسم الأول في المسرحية الهزلية التي تُعرض على قناة إن بي سي The Carmichael Show حيث قامت ببطولة دور نيكايشا، زوجة بوبي كارمايكل (ليل ري هووري)، لمدة ثلاثة مواسم.
في عام 2016، شاركت ببطولة الفيلم الكوميدي كيانو في دور هاي-سي.

### 2017-2018
في عام 2017، قامت تيفاني هاديش بمشاركة بطولة الفيلم الكوميدي رحلة فتيات مع كل من ريجينا هول، جادا بينكيت سميث، كوين لطيفة. حيث تلقى الفيلم مراجعات إيجابية على نطاق واسع من النقاد، مع نسبة تأييد بلغت %90 على موقع روتن توميتوز ودرجة «مراجعات إيجابية بشكل عام» من 71/100 من موقع ميتاكريتيك؛ كان أيضا حصل على نجاح في شباك التذاكر، وأصبح الفيلم الكوميدي الأكثر ربحًا في عام 2017. حازت هاديش أيضا على الإشادة النقدية لأدائها، مما يمثل انطلاقة كبيرة لها، حيث قارن العديد من النقاد صعودها إلى النجومية مع ميليسا مكارثي. النجمة كاتي والش من شيكاغو تريبيون. كتبت، «هذا هو فيلم هاديش، وسيجعلها نجمة. ذلك واضح منذ اللحظة التي ظهرت فيها على الشاشة.»
في 11 نوفمبر 2017، أصبحت هاديش أول فنانة أمريكية من أصل أفريقي تُستضاف في برنامج ساترداي نايت لايف، وحاز أدائها على العرض على جائزة Primetime Emmy Award لأفضل ممثلة ضيف في مسلسل كوميدي.
تم إصدار مذكرات هاديش بعنوان، «آخر يونيكورن أسود»، في ديسمبر 2017، حيث تصدر المرتبة 15 على قائمة أفضل مبيعات نيويورك تايمز.

### 2019 - إلى الآن
في عام 2019، أدت هاديش الأداء الصوتي ل «الملكة ووتيفرا وانابي» في فيلم ليغو 2.
في عام 2020، قامت هاديش ببطولة في فيلم «لايك أ بوس» (Like a Boss).

## الحياة الشخصية

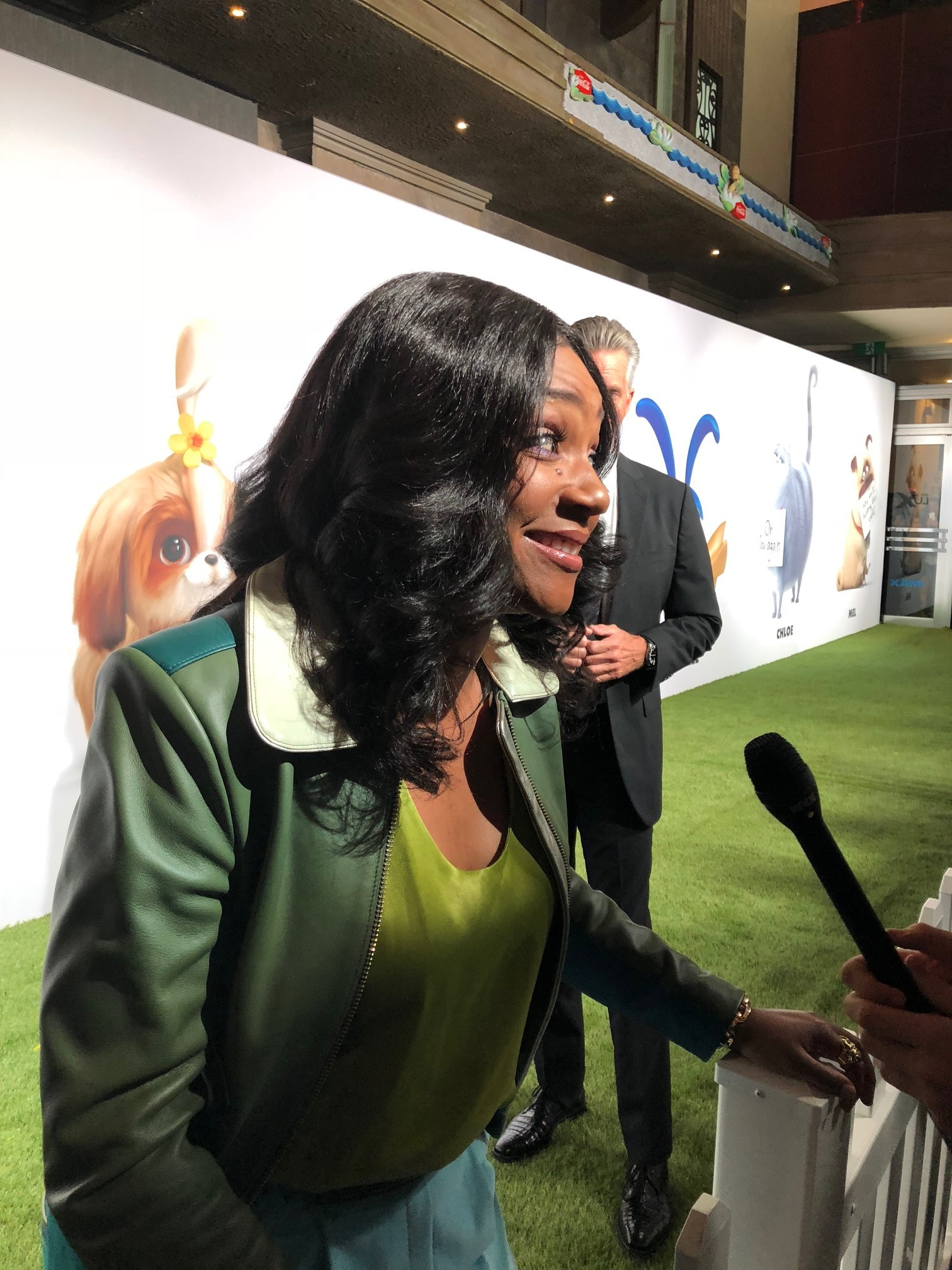
تيفاني ساراك هاديش

عندما كانت في التاسعة من عمرها، تم تشخيص والدتها بأمراض عقلية بعد حادث سيارة واضطرت هاديش إلى الذهاب إلى الحضانة. عندما انتقلت من المنزل إلى المنزل، احتفظت بأخراضها في كيس قمامة، مما جعلها تشعر بأنها لا قيمة لها. وهذا هو السبب في شراكتها لاحقًا مع Living Advantage، وهي منظمة غير ربحية تركز على رفاهية الشباب في الحضانة، حيث جمعت حقائب سفر يمكن للشباب الصغار الاحتفاظ بممتلكاتهم داخلها.
لفترة، بعد تخرجها من المدرسة الثانوية، كانت هاديش بلا مأوى، وتعيش في سيارتها.
كما هو موضح في مذكراتها، تزوجت هاديش وتطلقت من وليام ستيوارت مرتين. ساعد وليام هديش في تحديد موقع والدها الذي كان قد انفصل عنها لاحقًا، والذي سار معها في الممر في حفل زفافهما الأول، والذي وصفته بأنه «أحد أسعد أيام حياتي». تقدمت بطلب للحصول على الطلاق في مقاطعة لوس أنجلوس، كاليفورنيا، في 2011 ومرة أخرى في عام 2013.
أصبحت هاديش مواطنة متجانسة لإريتريا في 22 مايو 2019، خلال زيارة أثناء مشاركتها في الاحتفالات التي تحيي الذكرى 28 لاستقلال إريتريا من إثيوبيا. كانت قد زارت البلاد لأول مرة في عام 2018 لدفن والدها الإريتري الذي جاء إلى الولايات المتحدة كلاجئ، والتواصل أيضًا مع أقربائها. في ديسمبر 2019، كانت هديش البالغة من العمر 40 عامًا قد احتفلت بعيد ميلاد ميتزفاهيسر، لتكريم ذلك الجزء من تراثها. سوزان سيلفرمان، أخت الممثلة الكوميدية سارة سيلفرمان، كانت مسؤولة عن الحفل.

## روابط خارجية
- تيفاني هاديش على موقع IMDb (الإنجليزية)
- تيفاني هاديش على موقع الموسوعة البريطانية (الإنجليزية)
- تيفاني هاديش على موقع روتن توميتوز (الإنجليزية)
- تيفاني هاديش على موقع ألو سيني (الفرنسية)
- تيفاني هاديش على موقع ميوزك برينز (الإنجليزية)
- تيفاني هاديش على موقع أول موفي (الإنجليزية)
- تيفاني هاديش على موقع بوكس أوفيس موجو (الإنجليزية)
- تيفاني هاديش على موقع قاعدة بيانات الفيلم (الإنجليزية)